# William Clemens
William Clemens (Saginaw, 10 settembre 1905 – Los Angeles, 29 aprile 1980) è stato un regista e montatore statunitense.
Clemens inizia la sua carriera come montatore a Hollywood nel 1931. La sua prima opera come regista è stato Man Hunt nel 1936.

## Filmografia parziale

### Regia
- L'uomo ucciso due volte (The Case of the Velvet Claws) (1936)
- Il Falco in pericolo (The Falcon in Danger) (1943)

### Montaggio
- Up for Murder, regia di Monta Bell (1931)
- Beyond the Rockies, regia di Fred Allen (1932)
- Haunted Gold, regia di Mack V. Wright (1932)
- The Telegraph Trail, regia di Tenny Wright (1933)
- Somewhere in Sonora, regia di Mack V. Wright (1933)
- The Man from Monterey, regia di Mack V. Wright (1933)
- La scomparsa di Stella Parish (I Found Stella Parish), regia di Mervyn LeRoy (1935)